# Princess Tower
La Princess Tower (in arabo: برج الأميرة) è un grattacielo di Dubai di 101 piani ad uso esclusivamente residenziale. 
Con un'altezza di 414 metri è il terzo grattacielo più alto degli Emirati Arabi Uniti e il terzo più alto di Dubai, dopo il Burj Khalifa e il Marina 101.
Ad aprile 2024, è il 35°grattacielo più alto del mondo.

## Panoramica
Si trova nel quartiere costiero di Dubai Marina, affiancato da altri grattacieli di notevole altezza come il Marina 101 e il 23 Marina.
L'edificio è composto da 763 appartamenti distribuiti su 100 piani, e 957 posti auto sotterranei distribuiti su sei piani interrati. Sono presenti anche otto negozi. L'edificio comprende anche due piscine, di cui una al coperto e l'altra all'aperto, una palestra, una sauna, un bagno turco, diverse sale giochi, un'area giochi per bambini, una sala da ballo e un osservatorio al 97º piano.

## Progetto
La progettazione ingegneristica della torre è stata eseguita da Syed Majid Hashmi in qualità di Capo Ingegnere Strutturale e dal suo vice, il manager Mohammad Ali Alogaily.
La costruzione del grattacielo è iniziata nel 2006 e completata nel settembre 2012.
Col completamento di questo grattacielo, Dubai si aggiudicò anche il record di città col grattacielo residenziale più alto del mondo superato nel 2015 dal 432 Park Avenue di New York, alto 426 metri.